# Calocerambyx hauseri
Calocerambyx hauseri là một loài bọ cánh cứng trong họ Cerambycidae.